# Mazcuerras
Mazcuerras – gmina w Hiszpanii, w prowincji Kantabria, w Kantabrii, o powierzchni 55,65 km². W 2011 roku gmina liczyła 2127 mieszkańców.